# Salesforce marketing cloud
Salesforce Marketing Cloud (Сейлзфорс Маркетингова Хмара) — постачальник послуг та програмного забезпечення у сфері хмарних рішень для цифрової автоматизації маркетингу та аналітики. На момент заснування у 2000 році компанія називалася ExactTarget. У 2007 році компанія вирішила здійснити перший публічний продаж акцій, але за два роки пішла з біржі, довівши свою капіталізацію до $145 мільйонів за допомогою венчурного фінансування. Згодом вона придбала компанії CoTweet, Pardot, iGoDigital та Keymail Marketing. У 2012 році компанія змогла збільшити свою капіталізацію до $161,5 мільйона, а вже у 2013-му її придбала компанія Salesforce за $2,5 мільярда. ExactTarget було перейменовано на Salesforce Marketing Cloud у 2014-му після придбання компанією Salesforce.

## Історія
Salesforce Marketing Cloud була заснована під назвою ExactTarget в кінці 2000 року Scott Dorsey, Chris Baggott та Peter McCormick з фінансуванням $200 000. Joanna Milliken стала першим найманим працівником ExactTarget у 2001-му. У 2004 році компанія отримала $10,5 мільйона інвестицій від Insight Venture Partners. Починаючи з другого року своєї діяльності, компанія збільшила капіталізацію з $11,5 мільйона до $41,1 мільйона у 2006-му, який став першим роком, коли зафіксували її прибуток. У грудні 2007 року компанія ExactTarget подала намір початкового публічного розміщення в Комісію з обміну цінними паперами, але відкликала подання у травні 2009 року. Замість цього компанія анонсувала венчурне фінансування у розмірі $70 мільйонів, яке було зібрано з метою міжнародної експансії. Ще один етап у розмірі $75 мільйонів був пізніше цього ж року. У вересні 2009 року був відкритий офіс у Лондоні з придбанням британського посередника ExactTarget під назвою Keymail Marketing. Компанія також найняла 200 додаткових працівників. У 2010 році ExactTarget придбала CoTweet, компанію, засновану у 2008-му, яка розробляє та просуває програмне забезпечення для управління багатьма профілями Twitter.
ExactTarget стала публічною компанією у березні 2012 року та зібрала $161,5 мільйона фінансування на Нью-Йоркській фондовій біржі. Наприкінці 2012 року компанія придбала виробника рішень для автоматизації маркетингу під назвою Pardot за $96 мільйонів та розробників двигуна рекомендацій продуктів iGoDigital за $21 мільйон. У 2012 році капіталізація компанії зросла на 40 відсотків у порівнянні з попереднім роком. Наступного червня ExactTarget була придбана Salesforce.com за $2,5 мільярда. За декілька місяців Salesforce.com заявив, що звільняє 200 співробітників через дублювання деяких позицій після придбання ExactTarget. У вересні того ж року на конференції ExactTarget Connections компанія Salesforce.com заявила, що відбулася інтеграція ExactTarget в новий підрозділ з назвою Salesforce ExactTarget Marketing Cloud.
У травні 2014 року Scott Dorsey пішов з посади генерального директора ExactTarget, і його замінив Scott McCorkle. Компанія змінила назву у жовтні 2014 року на Salesforce Marketing Cloud у рамках інтеграції у Salesforce.

## Програмне забезпечення та послуги
Salesforce Marketing Cloud розробляє програмні маркетингові рішення та інструменти для автоматизації та аналітики при роботі онлайн за допомогою електронної пошти, мобільного зв'язку і соціальних мереж. Також пропонують послуги з консалтингу та імплементації особливих рішень та послуг для кожного клієнта. Програмне забезпечення переважно продається на основі багаторічної підписки. Вартість пакета підписки може бути різною та залежить від таких факторів, як кількість користувачів та рівень обслуговування клієнтів, а також від кількості активованих сервісів. Першочергово Salesforce Marketing Cloud був заснований як постачальник рішень для маркетингу за допомогою електронної пошти. Інтерфейс менеджменту електронної пошти оперує списками розсилки та розкладами розсилки і змінює повідомлення електронної пошти на основі вподобань отримувача (що клієнт читає, чим цікавиться або що клікнув при перегляді).
У вересні 2014 року компанія представила Journey Builder для додатків, метою якого є створення мап життєвого циклу клієнтів з мобільними додатками. Цього ж місяця на конференції ExactTarget Connections було оголошено про численні оновлення їхнього програмного забезпечення, які включали інтеграцію з програмним забезпеченням та додатками, розробленими Salesforce.com, наприклад, Buddy Media та Social Studio, а також вдосконалення робочих процесів та інструментів для роботи з контентом.
У листопаді 2014 року компанія випустила нову версію Social Studio. Цей реліз значно розширив можливості Social Studio порівняно з початковим Salesforce's Marketing Cloud та інтегрував його з Service Cloud та Sales Cloud. Це дало змогу перенаправлення потенційних клієнтів до Sales Cloud, де продавець тепер може бачити повний контекст взаємодії компанії (в тому числі в соціальних мережах) з потенційним клієнтом.

## Діяльність компанії
Станом на грудень 2012 року (до їх придбання компанією Salesforce.com) дві третини працівників (від загальної кількості 1500) ExactTarget працювали у Індіанаполісі.
До того моменту, як стати частиною конференції Dreamforce, компанія проводила щорічні конференції для користувачів, які називалися Salesforce Connections, та ExactTarget Connections Event — до їх купівлі. Першу конференцію, яка відбулась у 2007 році, відвідало більше 500 учасників, і з того часу вона переросла у одну з найбільших конференцій у сфері цифрового маркетингу. Конференція проходила щорічно у Індіанаполісі з 2007-го по 2014 рік, у Нью-Йорку в 2015 році, у Атланті в 2016 році, а вже в 2017 році у Сан-Франциско вона стала частиною конференції Dreamforce.